# Heather Tobin
Heather Tobin (Barrie, Ontario, 12 d'abril de 1981) és una directora de cinema i guionista canadenca. Diplomada el 2003 al Niagara College, hi va dirigir el curtmetratge The Importance of the Female Vision que fou finalista per al programa d'aprenentatge de l'Academy of Canadian Cinema & Television. La seva pel·lícula més reeixida, Route of Acceptance (2012), va guanyar alguns premis i fou exhibida al Festival Internacional de Cinema Gai i Lèsbic de Barcelona.

## Filmografia
| Any  | Pel·lícula          | Directora | Guionista | Productora | Notes         |
| ---- | ------------------- | --------- | --------- | ---------- | ------------- |
| 2008 | To Each Her Own     | Sí        | Sí        | Sí         | llargmetratge |
| 2012 | Route of Acceptance | Sí        | Sí        | Sí         | llargmetratge |
| 2012 | Maddie & Ryan       | Sí        | Sí        | Sí         | curtmetratge  |